# Luperus alpicus
Luperus alpicus es una especie de insecto coleóptero de la familia Chrysomelidae.
Fue descrita científicamente en 1898 por Desbrochers.